# Besta (máy tính)
Besta (tiếng Nga: Беста) — là một máy trạm sử dụng hệ dựa trên Unix đồ họa của Liên Xô. Được bắt đầu sản xuất từ năm 1988. Hơn 1.000 máy trạm Besta đã được sản xuất.
Đã có một vài thay đổi trong hệ thống máy tính này.
Besta-88 sử dụng CPU Motorola 68020 và VME bus.
Hệ điều hành là một phiên bản hợp lệ chuyển thể từ AT&T UNIX System V bản 3.2, hay còn gọi là Bestix.